# Corrientes Challenger 2022
Il Corrientes Challenger 2022 è stato un torneo maschile di tennis professionistico. È stata la 2ª edizione del torneo, facente parte della categoria Challenger 50 nell'ambito dell'ATP Challenger Tour 2022, con un montepremi di 37 520 $. Si è svolto dal 13 al 19 giugno 2022 sui campi in terra rossa del Corrientes Tennis Club di Corrientes, in Argentina.

## Partecipanti

### Teste di serie
| Nazionalità     | Giocatore           | Ranking* | Testa di serie |
| --------------- | ------------------- | -------- | -------------- |
| Argentina       | Juan Pablo Ficovich | 185      | 1              |
| Argentina       | Francisco Comesaña  | 290      | 2              |
| Colombia        | Nicolás Mejía       | 292      | 3              |
| Argentina       | Gonzalo Villanueva  | 302      | 4              |
| Rep. Dominicana | Nick Hardt          | 339      | 5              |
| Tunisia         | Malek Jaziri        | 341      | 6              |
| Argentina       | Facundo Juárez      | 358      | 7              |
| Perù            | Nicolás Álvarez     | 369      | 8              |

* Ranking al 6 giugno 2022.

### Altri partecipanti
I seguenti giocatori hanno ricevuto una wild card per il tabellone principale:
- Alex Barrena
- Lautaro Midón
- Luciano Tacchi

I seguenti giocatori sono entrati in tabellone come alternate:
- Ignacio Monzón
- Jorge Panta
- Fermín Tenti

I seguenti giocatori sono passati dalle qualificazioni:
- Naoki Nakagawa
- Guido Andreozzi
- Francisco Tomás Geschwind
- Mateo Nicolás Martínez
- Leonardo Aboian
- Tomás Farjat

## Campioni

### Singolare
Francisco Comesaña ha sconfitto in finale  Mariano Navone con il punteggio di 6–0, 6–3.

### Doppio
Guido Andreozzi /  Guillermo Durán hanno sconfitto in finale  Nicolás Álvarez /  Murkel Dellien con il punteggio di 7–5, 6–2.